# Dê Pygora
Dê Pygora là một giống dê có nguồn gốc từ việc lai lạo giữa con dê lùn NPGA đã đăng ký và con dê trắng AAGBA thuộc giống dê Angora. Dê Pygora là giống dê cho ra ba loại lông cừu khác nhau. Len của Pygora là dê chất xơ cùng loại với dê Angora và dê Cashmere.

## Lịch sử
Dê Pygora là giống dê lai tạp có mục đích, được nuôi dưỡng bởi Katharine Jorgensen thuộc thành phố Oregon, Oregon. Năm 1987, Hiệp hội nhân giống Pygora được thành lập tại Hoa Kỳ, và kể từ đó đã đăng ký và quảng bá dê Pygora. Ngày nay, con dê Pygora đã đăng ký có thể không quá 75% con dê Angora đăng ký AAGBA hoặc 75% con Pygmy đã đăng ký NPGA. Về tiêu chuẩn giống, con lai đầu tiên (F1) Pygmy-Angora không được coi là đúng loài dê Pygoras, tuy nhiên, chúng có thể được lai tạo với các loài Pygora khác, lai F1 hoặc quay trở lại dê lùn Pygmy hoặc Angora thuần để sản xuất dê Pygora. Điều này có thể được tiếp tục trong khi duy trì tính toàn vẹn của giống miễn là chúng không có hơn 75% tổ tiên Pygmy hoặc Angora.

## Đặc điểm
Dê Pygora sống trong vòng đời từ 12 đến 14 năm, và thường được sử dụng cho lên dê, cùng với việc được chăn nuôi cho trình diễn, chăn nuôi, và động vật sản xuất sợi. Trọng lượng của một con Pygora khỏe mạnh phụ thuộc vào việc đó là một con dê đực, dê cái hay dê non. Hầu hết dê con vào khoảng 5 cân Anh lúc sinh, phạm vi trọng lượng từ 65 đến 75 pounds và con dê đực thuần thục và dê nái dao động từ 75 đến 95 pounds. Sợi lông của Pygora thường được các nghệ sĩ sử dụng để kéo sợi, xe tơ, đan, đan móc, dệt, thảm trang trí và các loại sợi khác. Nó cũng thường được sử dụng trong quần áo. Dê Pygoras cũng có thể được nuôi để vắt sữa, chúng sản xuất khoảng một lít mỗi ngày. Lông Pygora thường có chất lượng sợi cao hơn so với dê đực bởi vì chúng không dành tất cả năng lượng của chúng cho việc sinh nở. Dê Pygora chủ yếu là để lấy lông len, nhưng một số con dê cũng được cũng cho thấy chúng là một động vật kiểng, trong hội chợ, chương trình quảng bá len, và trong 4H. Một số nhà lai tạo pygora và các câu lạc bộ 4-H cho thấy dê ở Oregon Flock và Fiber Festival (OFFF). Angoras cũng có thể được tìm thấy ở đó.
Những con dê Pygora đã đăng ký sẽ tạo ra lông cừu giống dê Cashmere (Phân loại như Type-C), một lông cừu kiểu mohair (Type-A), hoặc một sự kết hợp của hai lông cừu (Type-B). Lông cừu loại A bao gồm các sợi có chiều dài trung bình từ 6 inch trở lên đổ vào các vòng đệm. Nó có thể coi như một chiếc lớp lônng khoác duy nhất, nhưng một sợi lông tóc bảo vệ mượt mà thường có mặt. Các sợi thường có đường kính dưới 28 micromet. Sợi lông cừu loại B trung bình từ 3 đến 6 inch (150 mm) chiều dài với một hoặc có thể là hai để bảo vệ lông. Các sợi thường có đường kính dưới 24 µm. Lông cừu loại C rất tốt, thường dài từ 1 đến 3 inch (76 mm) và đường kính dưới 18,5 µm. Lông dê Pygora có nhiều màu khác nhau: trắng, đỏ, nâu, đen, xám hoặc hỗn hợp màu sắc.